# Języki irokiańskie
Języki irokiańskie, języki irokeskie – rodzina języków używanych przez rdzenną ludność Ameryki Północnej w rezerwatach w prowincjach Ontario i Quebec w Kanadzie oraz w stanach Nowy Jork i Oklahoma w Stanach Zjednoczonych. Do grupy języków irokiańskich należą takie języki jak: czirokeski, huroński, mohawk, cayuga, oneida, onondaga i inne. Według niektórych klasyfikacji języki irokeskie zalicza się wraz z siouańskimi i kaddo do fyli makrosiouańskiej.

## Podział
języki południowoirokiańskie
czirokeski
języki północnoirokiańskie
języki nadjeziorne
irokiańsko-susquehannockie
seneka-onondaga
seneka-kajuga
seneka
kajuga
onondaga
onondaga
mohawk-oneida
oneida
mohawk
susquehannock
susquehannock (wymarły)
hurońskie
huroński (wymarły)
chonnontoński (wymarły)
erie (wymarły)
tuskarorsko-nottowajskie
tuscarora (poważnie zagrożony)
nottowajski (wymarły)
Niejasna przynależność 
laurentyjski (wymarły)